# Victor Noir

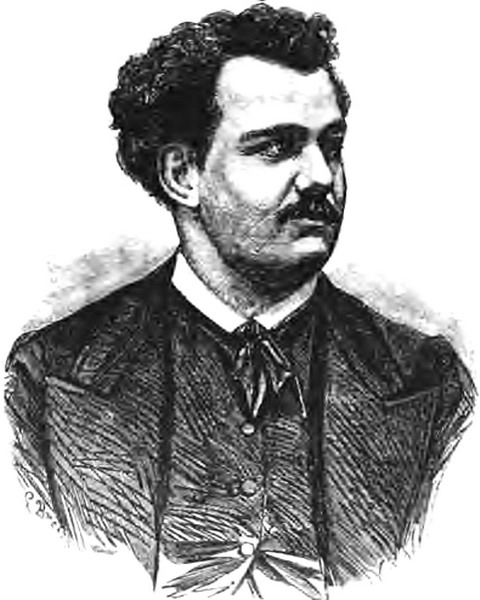
Retrato de Victor Noir

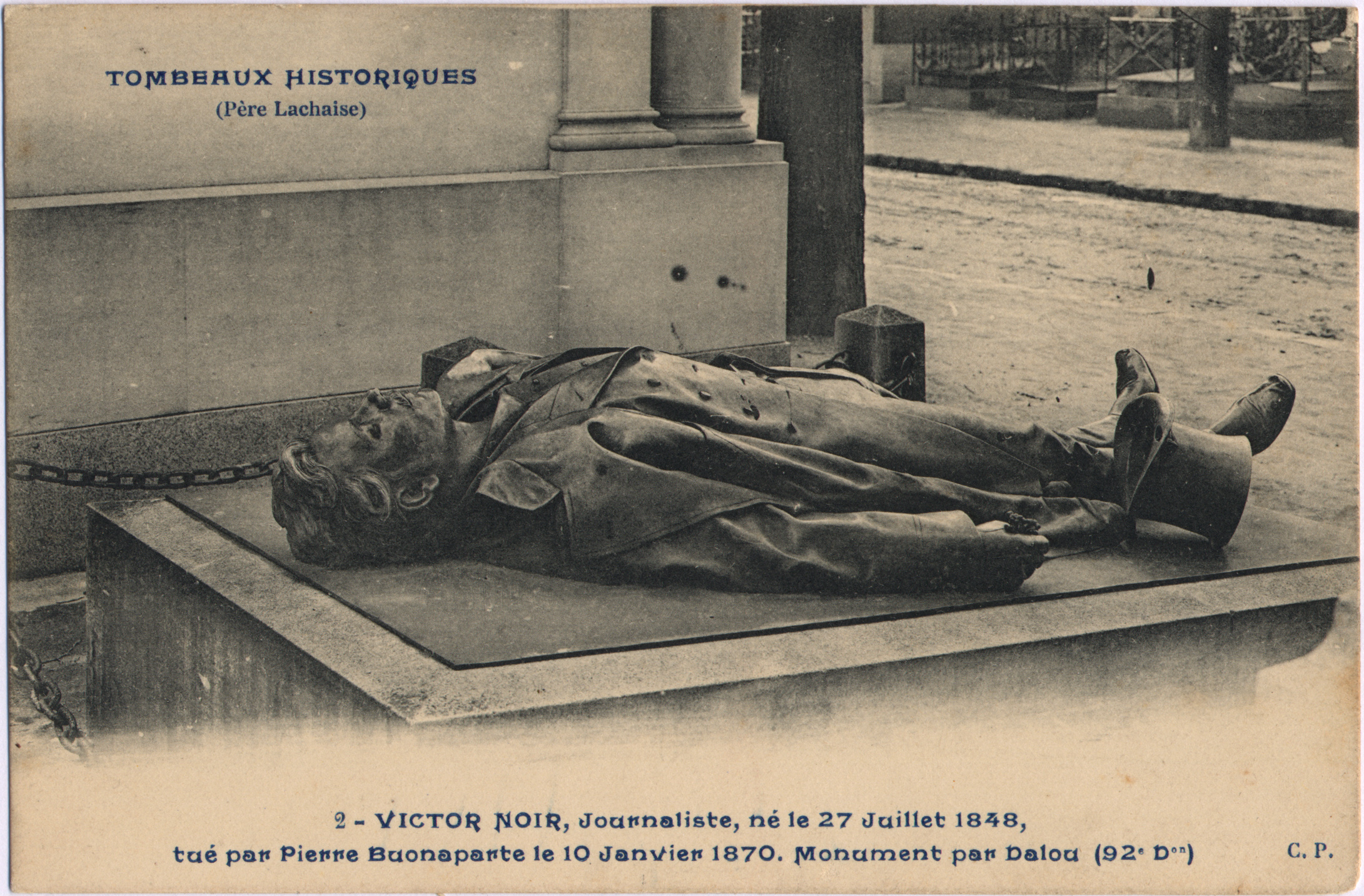
La tumba de Victor Noir por Jules Dalou en el cementerio del Père-Lachaise, París.

Victor Noir (seudónimo de Yvan Salmon, Attigny, Vosgos, 27 de julio de 1848-París, 11 de enero de 1870) fue un periodista francés famoso por la forma en que murió y las consecuencias políticas de su fallecimiento. Su tumba en el cementerio del Père-Lachaise en París se convirtió en un símbolo de fertilidad.

## Biografía
Sus padres fueron Joseph Jacques Salmon, relojero y luego molinero, y Joséphine Élisabeth Noir. Tuvo un hermano mayor, Louis Salmon, llamado Louis Noir. 
Adoptó el seudónimo de Victor Noir a partir del apellido de soltera de su madre. Se trasladó luego a la capital francesa y se convirtió en aprendiz de periodista para el periódico La Marsellaise, dirigido por Henri Rochefort y editado por Paschal Grousset.

### Del segundo plano al tiroteo
En diciembre de 1869, surgió una disputa entre dos periódicos de Córcega: el radical La Revanche, inspirado claramente por Grousset, y el oficialista L'Avenir de la Corse, editado por un agente del Ministerio de Interior llamado Della Roca. Las injurias de La Revanche se concentraron en Napoleon I. El 30 de diciembre, l'Avenir publicó una carta a su director enviada a su editor por el príncipe Pierre-Napoléon Bonaparte, primo del emperador Napoleon III. En la misma, el príncipe Bonaparte trataba al personal de La Revanche de cobarde y traidor. La carta recorrió el camino de Bastia a París. Grousset se lo tomó como ofensa personal y exigió una satisfacción. Por entonces, La Marseillaise prestaba un fuerte apoyo a la causa de La Revanche.
El 9 de enero de 1870, el príncipe Bonaparte escribió una carta a Rochefort, afirmando defender el buen nombre de su familia:

Después de haber ultrajado a cada uno de los míos, me insultáis con la pluma de uno de vuestros sirvientes. Tiene que llegar mi turno. Solamente tengo una ventaja sobre los otros con mi nombre, y ésta es ser un hombre particular, ser un Bonaparte... Por eso os pregunto si vuestro tintero está asegurado por vuestro pecho... Yo vivo, no en un palacio, sino en el 59 de la calle Auteuil. Os prometo que si os presentáis vos mismo, no os dirán que me marché.

## El tiroteo

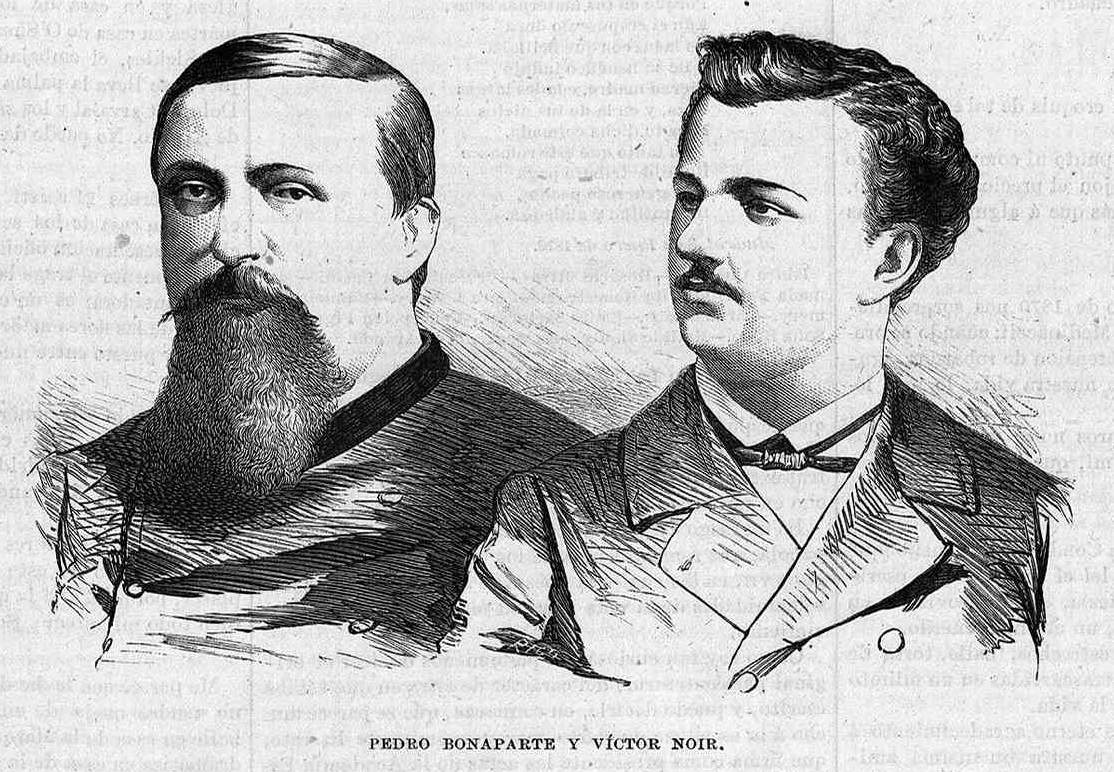
Pierre-Napoléon Bonaparte y Victor Noir, en La Ilustración de Madrid, 1870.

Al día siguiente, Grousset envió a Victor Noir y a Ulrich de Fonvielle como sus segundos para fijar las condiciones del duelo con Pierre Bonaparte. Contra la costumbre, ellos se presentaron a Pierre Bonaparte en vez de contactar sus respectivos segundos. Cada uno de ellos llevaba un revólver en el bolsillo. Noir y Fonvieille se presentaron al príncipe Bonaparte con una carta firmada por Grousset. Pero el príncipe rechazó el desafío, haciendo valer su voluntad de luchar contra el noble Rochefort, pero no contra sus sirvientes (ses manœuvres). En respuesta, Noir afirmó su solidaridad con sus amigos. De acuerdo con Fonvieille, el príncipe Bonaparte le dio una bofetada y mató a Noir a tiros. De acuerdo con el príncipe, fue Noir, que se sintió ofendido por el calificativo y lo golpeó en primer lugar, con lo cual él sacó su revólver y disparó a su agresor. Esa fue la versión aceptada por el tribunal.

## Consecuencias
Una protesta pública le siguió el 12 de enero, liderada por el activista Auguste Blanqui. Más de 100 000 personas siguieron en procesión funeraria al cuerpo de Noir al cementerio de Neuilly. La asistencia a dicha procesión fue considerado como una especie de deber cívico para los republicanos. Cuando Sadi Carnot aprobó a los candidatos electorales, a menudo les identificó como asistentes ("Il a été au convoi de Victor Noir.").
En un momento en que el emperador era ya impopular, la absolución de Pierre Bonaparte por el cargo de asesinato causó una indignación pública que estalló en una serie de manifestaciones violentas. Sin embargo, un plebiscito se llevó a cabo sobre una Constitución más liberal y fue aprobado por una mayoría aplastante. La causa republicana parecía estar perdida.
Sin embargo, una serie de eventos separados llevó a la guerra franco-prusiana, que fue causa del derrocamiento del régimen del emperador el 4 de septiembre de 1870. En 1889, tras el establecimiento de la Tercera República Francesa, el cuerpo de Víctor Noir se trasladó al cementerio parisino del Père-Lachaise.

## Monumento

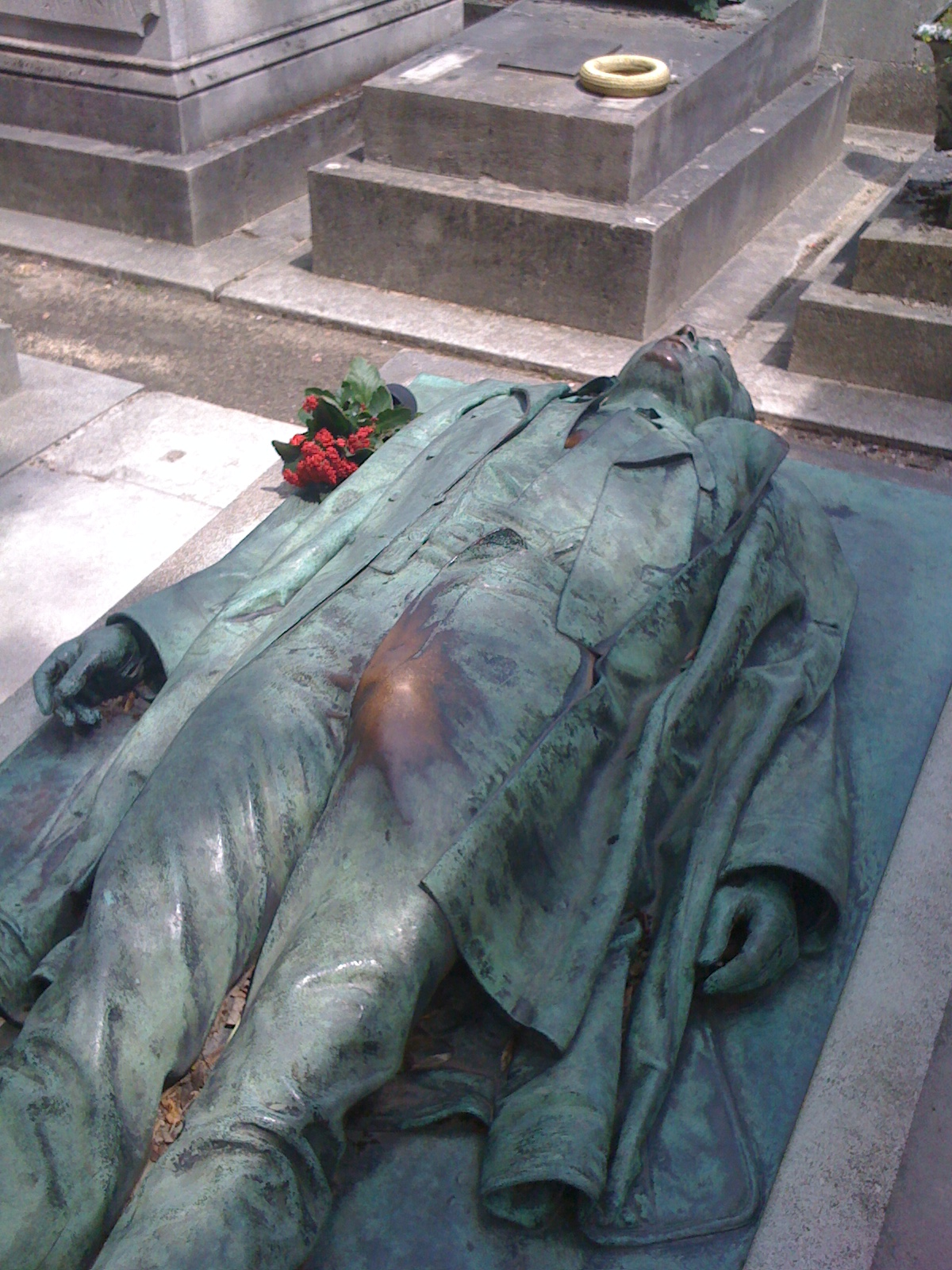
Tumba en el cementerio Père Lachaise con la estatua de Jules Dalou

Una estatua de bronce a tamaño natural fue esculpida por Jules Dalou para marcar su tumba, en estilo realista, como si hubiera caído en la calle, dejando caer su sombrero (que se representa a su lado). La escultura tiene una protuberancia notable en la bragueta de sus pantalones, y esto parece haber sido causa de que se convirtiera desde los años 1960 en uno de los monumentos más populares para las mujeres que visitan el cementerio. El mito dice que colocando una flor en el sombrero hacia arriba tras besar la estatua en los labios y rozar su área genital pueden aumentar la fertilidad, ayudar a llevar una vida sexual feliz, o, en algunas versiones, conseguir un marido en un año. Como resultado de la leyenda, esos componentes particulares de la estatua de bronce están bastante desgastados.
En 2004 se levantó una valla alrededor de la estatua de Noir para detener a la gente supersticiosa que desease tocar la estatua. Sin embargo, debido a una falsa protesta de la "población femenina de París" liderada por el actor francés de TV Péri Cochin, se retiró.